# Thomas Lutze

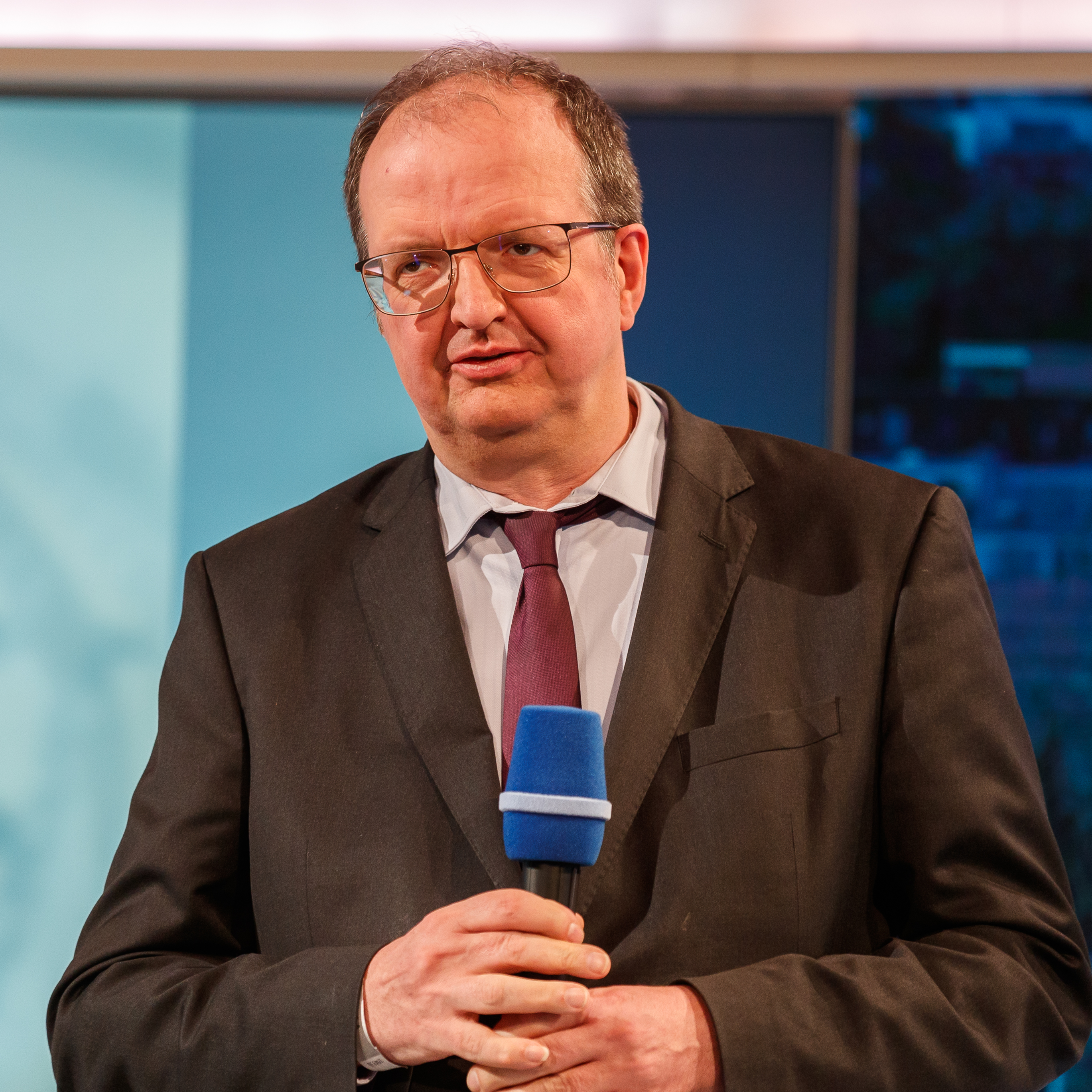
Thomas Lutze (2022)

Thomas Lutze (* 23. August 1969 in Elsterwerda) ist ein deutscher Politiker (SPD, bis 2023 Die Linke). Er war von Oktober 2009 bis März 2025 Mitglied des Deutschen Bundestages. Von 2019 bis 2022 war er Vorsitzender des Landesverbandes der Linken im Saarland. Im Oktober 2023 verließ er Partei und Fraktion von Die Linke und wechselte zur SPD-Bundestagsfraktion.

## Leben
Lutze wuchs in Leipzig auf. Im Jahr 1986 schloss er die Polytechnische Oberschule ab. Danach absolvierte er eine Berufsausbildung mit Abitur zum Maschinenbauer in einer Leipziger Gießerei, wo er anschließend als Reparaturschlosser tätig war. In den Jahren 1990 bis 1991 arbeitete er als Montageschlosser bei einer Leiharbeitsfirma. Von 1991 bis 1995 studierte er an der Universität des Saarlandes Konstruktions- und Fertigungstechnik. Von 1995 bis 2002 war er Regionalbüromitarbeiter der PDS-Bundestagsfraktion in Saarbrücken. In den Jahren 2003 bis 2005 ließ er sich in einem Saarbrücker Einrichtungshaus zum Bürokaufmann umschulen. Ab 2005 war er Wahlkreismitarbeiter von Oskar Lafontaine in Saarlouis.
Lutze trat im Jahr 1994 in die Partei des Demokratischen Sozialismus ein und war seit deren Fusion mit der WASG Mitglied der Partei Die Linke. Er gehörte dem Vorstand des Landesverbandes der Linken im Saarland ununterbrochen von 2007 bis 2017 an, war zeitweise Landesgeschäftsführer und zuletzt von 2013 bis 2017 Landesschatzmeister. Auf dem Landesparteitag am 25. November 2017 kandidierte er nicht mehr. Lutze war seit dem Jahr 2018 Vorsitzender des Kreisverbandes Saarbrücken. Auf dem Landesparteitag am 29. September 2019 in Neunkirchen wurde er mit 73,64 % zum Vorsitzenden des Landesverbandes der Linken im Saarland gewählt und am 6. Juni 2021 zum Spitzenkandidaten für die Bundestagswahl 2021.
Bei den Bundestagswahlen 2009, 2013 und 2017 zog Lutze über die Landesliste des Saarlandes der Partei Die Linke in den Deutschen Bundestag ein.
Im Jahr 2021 erreichte er bei der Bundestagswahl 7,2 Prozent im Saarland. Durch die bundesweit geltende Grundmandatsklausel gehört er somit dem aktuellen Bundestag an.
Lutze war bis zu seinem Übertritt zur SPD ordentliches Mitglied und Obmann des Ausschusses für Tourismus sowie des Verkehrsausschusses
und stellvertretendes Mitglied des Unterausschusses für Abrüstung, Rüstungskontrolle und Nichtverbreitung.
Er ist stellvertretender Vorsitzender der Deutsch-Koreanischen und der Deutsch-Rumänischen Parlamentariergruppe und stellvertretendes Mitglied im Sportausschuss.
Für die Linksfraktion des Deutschen Bundestages bekleidete er die Funktion des wirtschaftspolitischen Sprechers.
Als Mitglied des Bundestages engagiert Lutze sich vor allem im Bereich der Innenpolitik, schwerpunktmäßig in den Bereichen Verkehr, Bau und Stadtentwicklung. Er fordert die Abschaltung des Kernkraftwerks Cattenom und den Stopp von Castor-Transporten und unterstützt die Informationskampagne gegen Jugendarmut „Jugend.Arm?Mut!“.
Am 10. Oktober 2023 verließ Lutze die Bundestagsfraktion der Linken und wechselte zur SPD-Bundestagsfraktion. Gleichzeitig trat er auch aus der Partei Die Linke aus und wurde Mitglied im Kreisverband Friedrichshain-Kreuzberg der SPD. Der saarländische Landesverband der SPD hatte die Aufnahme Lutzes zuvor wegen der Konflikte innerhalb der Linken abgelehnt. Zugleich verkündete Lutze, bei der Bundestagswahl 2025 nicht erneut anzutreten.

## Innerparteilicher Machtkampf
Im Jahr 2018 berichtete der Spiegel über Betrugsvorwürfe von saarländischen Linken-Mitgliedern gegen Lutze, die vor Gericht keinen Bestand hatten. Die Landeswahlleiterin ließ die Landesliste zur Bundestagswahl 2017 jedoch nur mit starken Zweifeln zu und stellte die Ordnungsmäßigkeit der Liste mit Spitzenkandidat Lutze erheblich infrage.
Diesen Bedenken entgegenstehend, ergaben weder die jährlichen Überprüfungen in den Jahren 2017 bis 2020 durch die Bundesfinanzrevision noch die geforderte Überprüfung 2021 durch den Bundesvorstand Belege für die Unterstellungen. Auch die Staatsanwaltschaft stellte bei Sichtung der Vorhaltungen nichts fest, was den „Anfangsverdacht einer Straftat begründen“ würde. Eine durch die Landtagsabgeordnete Astrid Schramm initiierte Strafanzeige 2020, der zufolge Lutze Unterschriften auf einer Zahlungsliste von Mitgliedern an deren statt unterzeichnet habe, führte zur Ermittlung wegen „des Verdachts auf Urkundenfälschung“. Lutze bestritt die Vorwürfe und gab zu deren Entkräftung eine Schriftprobe ab.
Wie die Staatsanwaltschaft Saarbrücken am 13. Januar 2022 den Medien mitteilte, wurde das Ermittlungsverfahren gegen seine Person eingestellt und eines gegen den Hauptbelastungszeugen „Mekan“ Mevludin Kolasinac eröffnet, auf den sich Astrid Schramm in ihrer Anzeige berufen hatte.
Durch die  parteiinternen Schiedskommissionen erfolgten 2021/22 die Parteiausschlüsse von Astrid Schramm und Mekan Kolasinac. Kolasinac wurde zudem durch die ordentliche Gerichtsbarkeit zu einer Geldstrafe in Höhe von 4.800 Euro verurteilt.
Der innerparteiliche Machtkampf zwischen dem Landesvorstand um Lutze und der Fraktion um Oskar Lafontaine, seit dem Jahr 2017 verstärkt durch Astrid Schramm vorgetragen, dauerte jahrelang an. Während die Landtagsfraktion Listen und Wahl rügte, war die Wahl gemäß Einschätzung der Bundesgeschäftsstelle der Linken satzungsgemäß und daher nicht zu beanstanden. Fehler bei der Mitgliederliste seien im Vorfeld der Versammlung geklärt und korrigiert worden. Gegenüber der Saarbrücker Zeitung äußerte Lutze 2020: „Das ist Teil der Strategie, die Teile der Landtagsfraktion verfolgen, meinen Namen und letztlich auch die Partei so weit zu ruinieren, dass es für ein Bundestagsmandat nicht mehr reicht.“
Nach dem verheerenden Ergebnis der Linkspartei bei der Landtagswahl 2022 im Saarland und dem verpassten Wiedereinzug der Partei in den Landtag kündigte Lutze schließlich an, sich von seinem Amt als Landesvorsitzender der Linkspartei im Saarland zurückzuziehen.
Im Juni 2021 wurde Lutze zum Spitzenkandidaten der Linken für die Bundestagswahl 2021 trotz eines Aufrufs von Oskar Lafontaine, ihn wegen behaupteter Manipulationen und möglicher rechtlicher Bedenken nicht zu wählen, wobei die Bundespartei mehrere von diesen angeführten Punkten als haltlos gegenüber den Medien klargestellt hatte.
Auf dem Landesparteitag am 11. September 2022 verzichtete er auf eine weitere Kandidatur und wurde als Landesvorsitzender von Barbara Spaniol abgelöst.